# هجوم القدس (يونيو 2017)
هجوم القدس هو هجوم وقع في 16 يونيو 2017، عندما أطلق رجلان فلسطينيان النار على ضباط شرطة إسرائيليين في البلدة القديمة بالقدس، مما أدى إلى إصابة أربعة منهم. وطعن مهاجم آخر شرطية، فأصيبت بجروح خطيرة وتوفيت لاحقاً في المستشفى. فيما أطلقت السلطات الإسرائيلية النار على المهاجمين الثلاثة وقتلتهم.
وقد أعلن تنظيم داعش مسؤوليته عن الهجمات، لكن حركتا المقاومة الفلسطينية؛ الجبهة الشعبية لتحرير فلسطين وحماس نفتا هذا الادعاء، وقالتا إن المهاجمين كانوا أعضاء في جماعتيهما. في 17 يونيو، قالت السلطات الإسرائيلية إن الهجوم قيد التحقيق وأنه لا يوجد دليل حتى الآن على تورط داعش.
كان هذا الهجوم هو ثالث أكبر هجوم في القدس في 2017 بعد هجوم الطعن في قطار القدس الخفيف في 2017 والتي طُعن فيها سائح بريطاني حتى الموت، وهجوم الدهس في القدس في 2017 الذي قُتل فيه أربعة جنود إسرائيليين وأصيب 17 آخرون.

## خلفية تاريخية
قُتل أربعة جنود وأصيب 17 آخرون في هجوم دهس بشاحنة في 8 يناير 2017. وتلا ذلك عدة هجمات طعن وإطلاق نار، لكن معظم الهجمات لم تسفر إلا عن إصابات أو مقتل المهاجمين. في 6 أبريل، بعد ثلاثة أشهر من هجوم الدهس، قُتل جندي إسرائيلي في هجوم دهس بسيارة، مما جعله الهجوم المميت الثاني في القدس في 2017.
وقع الهجوم بالتزامن مع وقت الإفطار، حيث مثل شهر رمضان فترة تأهب قصوى للقوات الإسرائيلية تحسباً للهجمات الفلسطينية، بجانب الدعوة الصريحة من تنظيم داعش لمهاجمة أهداف غربية.

## الهجوم

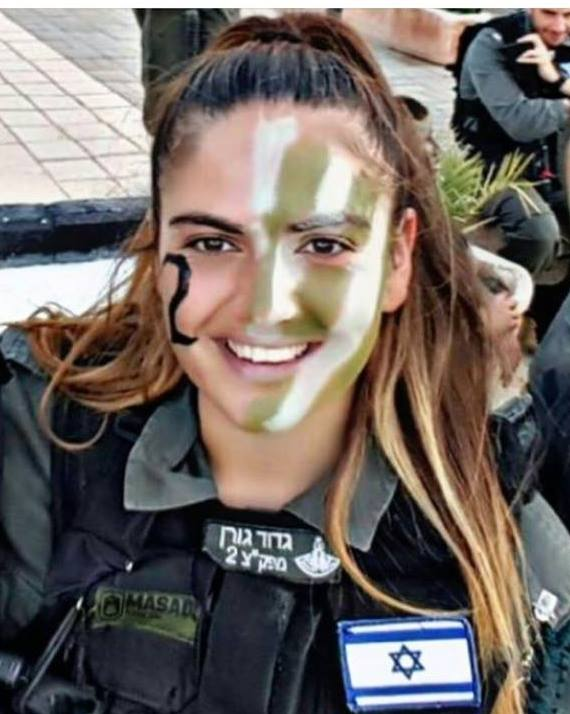
الشرطية هداس ملكا التي قتلت في الهجوم

هاجم فتى فلسطيني شرطية تبلغ من العمر 23 عاماً بسكين في مساء يوم 16 يونيو 2017، مما أدى إلى إصابتها بجروح قاتلة قبل أن يُقتل بالرصاص. وبعد لحظات من هذا الهجوم، فتح رجلان فلسطينيان، مسلحان برشاشات آلية من طراز «كارلو»، النار على عدد من رجال الشرطة الآخرين في موقع مختلف، مما أدى إلى إصابة أربعة من ضباط الشرطة قبل أن يُقتلا بالرصاص. وكُشف عن هوية القتيلة في الهجمات وهي الشرطية هداس مالكا (23 عاماً).
أما المهاجمين فهم: عادل حسن أحمد عنكوش (18 عاماً)، وبراء إبراهيم صالح طه (18 عاماً)، وأسامة أحمد مصطفى عطا (19 عاماً)، وجميعهم من قرية دير أبو مشعل القريبة من رام الله بالضفة الغربية. ووفقاً للجيش الإسرائيلي، كان من المعروف أن اثنين على الأقل من المهاجمين كانا جزءاً من خلية محلية وسُجنا في الماضي بتهمة إلقاء الحجارة والزجاجات الحارقة.

## ردود الفعل
- اتهمت فتح، الفصيل الحاكم في السلطة الفلسطينية، إسرائيل بارتكاب جريمة حرب قائلة: «تدين فتح جريمة الحرب التي ارتكبتها قوات الاحتلال الإسرائيلية في القدس ضد ثلاثة مراهقين فلسطينيين».[11] ورداً على ذلك، طالبت الحكومة الإسرائيلية السلطة الفلسطينية بإدانة الهجوم قائلة «إن رئيس الوزراء يطالب السلطة الفلسطينية بإدانة الهجوم ويتوقع من المجتمع الدولي أن يفعل ذلك أيضاً».[12]
- باركت حماس الهجوم قائلة إن «الهجوم في القدس دليل جديد على أن الشعب الفلسطيني يواصل ثورته ضد المحتلين وأن الانتفاضة ستستمر حتى تحقيق الحرية الكاملة».[13]
- قال مبعوث الأمم المتحدة نيكولاي ملادينوف: «أدين هجوم إطلاق النار والطعن الذي وقع بالأمس من قبل مهاجمين فلسطينيين في محيط البلدة القديمة في القدس. يجب إدانة مثل هذه الأعمال الإرهابية بوضوح من قبل الجميع»، و«أشعر بالفزع من أن البعض يرى مجدداً أنه من المناسب تبرير مثل هذه الهجمات باعتبارها (بطولية)، لكنها غير مقبولة وتسعى إلى جر الجميع إلى دائرة جديدة من العنف».[14]

## إعلان المسؤولية
أعلن تنظيم داعش عن الهجمات، لكن حركتا المقاومة الفلسطينية؛ الجبهة الشعبية لتحرير فلسطين وحماس نفتا هذا الادعاء، وقالتا إن المهاجمين كانوا أعضاء في جماعتيهما. في 17 يونيو، قالت السلطات الإسرائيلية إن الهجوم قيد التحقيق وأنه لا يوجد دليل حتى الآن على تورط داعش.
وعلى الرغم من ارتفاع عدد هجمات الذئاب المنفردة بوتيرة كبيرة في موجة الهجمات الأخيرة بين الإسرائيليين والفلسطينيين بالتزامن مع بدأ تنظيم داعش التحريض النشط على الساحة الفلسطينية، إلا أنه حتى يونيو 2017 لم يعلن التنظيم مسؤوليته عن الهجمات في إسرائيل. ومع ذلك، وجد المحققون - في هجومين - أن أسلوب المهاجمين في هجوم إطلاق النار في تل أبيب في يونيو 2016 وفي هجوم إطلاق النار في تل أبيب في يناير 2016 مستوحى من أسلوب داعش وأنهم لا ينتمون إلى أي جماعة قومية فلسطينية مسلحة.

## التغطية الإعلامية
واجهت هيئة الإذاعة البريطانية (بي بي سي) انتقادات في إسرائيل بسبب تغطيتها للهجوم، حيث نشرت مقالاً بعنوان «مقتل ثلاثة فلسطينيين بعد حادث طعن مميت في القدس». واعتبر رئيس الوزراء الإسرائيلي بنيامين نتنياهو أن التقرير منحاز لأنه أغفل حقيقة تحييد منفذي الهجوم الثلاثة لأنهم قتلوا شرطية إسرائيلية. وأمر نتنياهو وزارة الخارجية الإسرائيلية بتوبيخ هيئة الإذاعة البريطانية، التي غيرت عنوان المقال ليصبح: «مقتل شرطية إسرائيلية طعناً في القدس». ثم أصدرت هيئة الإذاعة البريطانية اعتذاراً عن هذا العنوان، معترفةً أن تركيزها على المهاجمين القتلى، لا على الضحية الإسرائيلية، كان أمراً غير مناسب.